# Su Ta Gar
Su Ta Gar es un grupo de heavy metal formado en 1987 en la ciudad de Éibar. En castellano, "Su ta Gar" podría traducirse literalmente como "fuego y llama", pero en realidad es una locución vasca con más de un significado. El significado más importante es similar a otras locuciones como "Jo ta Ke" (una de sus canciones más conocidas) o "buru-belarri", que vienen a usarse en euskera como equivalentes a "Dale duro", "Con ahínco" o "Sin descanso". Sugieren una gran intensidad en la acción y una prolongación en el tiempo, a pesar de toda resistencia o dificultad.

## Historia
Su ta Gar se junta por primera vez a finales de 1987. La primera formación la compusieron Aitor Gorosabel (voz y guitarra principal), Xabi Bastida (guitarra rítmica), Asier Osoro (bajo y coros) y Borxa Arrillaga (batería).
Su primera grabación la hicieron por cuenta propia, en mayo de 1989, en el local de unos amigos en Éibar. Esta maqueta tuvo éxito, lo que les permitió hacer otra grabación en un estudio profesional. Por aquel entonces, grabaron una versión de «Haika Mutil» de Mikel Laboa, para el disco homenaje a este, Txerokee, Mikel Laboaren Kantak. En 1990 ganaron el primer premio del concurso Villa de Bilbao, junto con el grupo Estigia. El primer premio daba derecho a grabar un disco de estudio, pero al tener que compartirlo con el otro grupo decidieron declinar la oportunidad. Así, en noviembre de 1990 graban en Estudios IZ su primer álbum, Jaiotze Basatia (Nacimiento salvaje). En este disco las melodías mezclaban tramos de ejecución rápida con acordes lentos e intensos. Tras el éxito alcanzado, publicaron, en 1992, Hortzak Estuturik (Apretando los dientes), con el que trataron de mantener la línea del anterior. Este trabajo les permitió asentarse en la escena musical. Prueba de ello es que, con este segundo álbum, Su ta Gar girarían por Europa junto con EH Sukarra. Hortzak Estuturik fue grabado con la discográfica Esan Ozenki, creada por los miembros de Negu Gorriak para el lanzamiento de grupos prometedores de Euskadi que cantasen en euskera.
En 1993 Su ta Gar saca al mercado Munstro Hilak (Monstruos muertos), trabajo que no alcanzaría el mismo éxito que los anteriores.

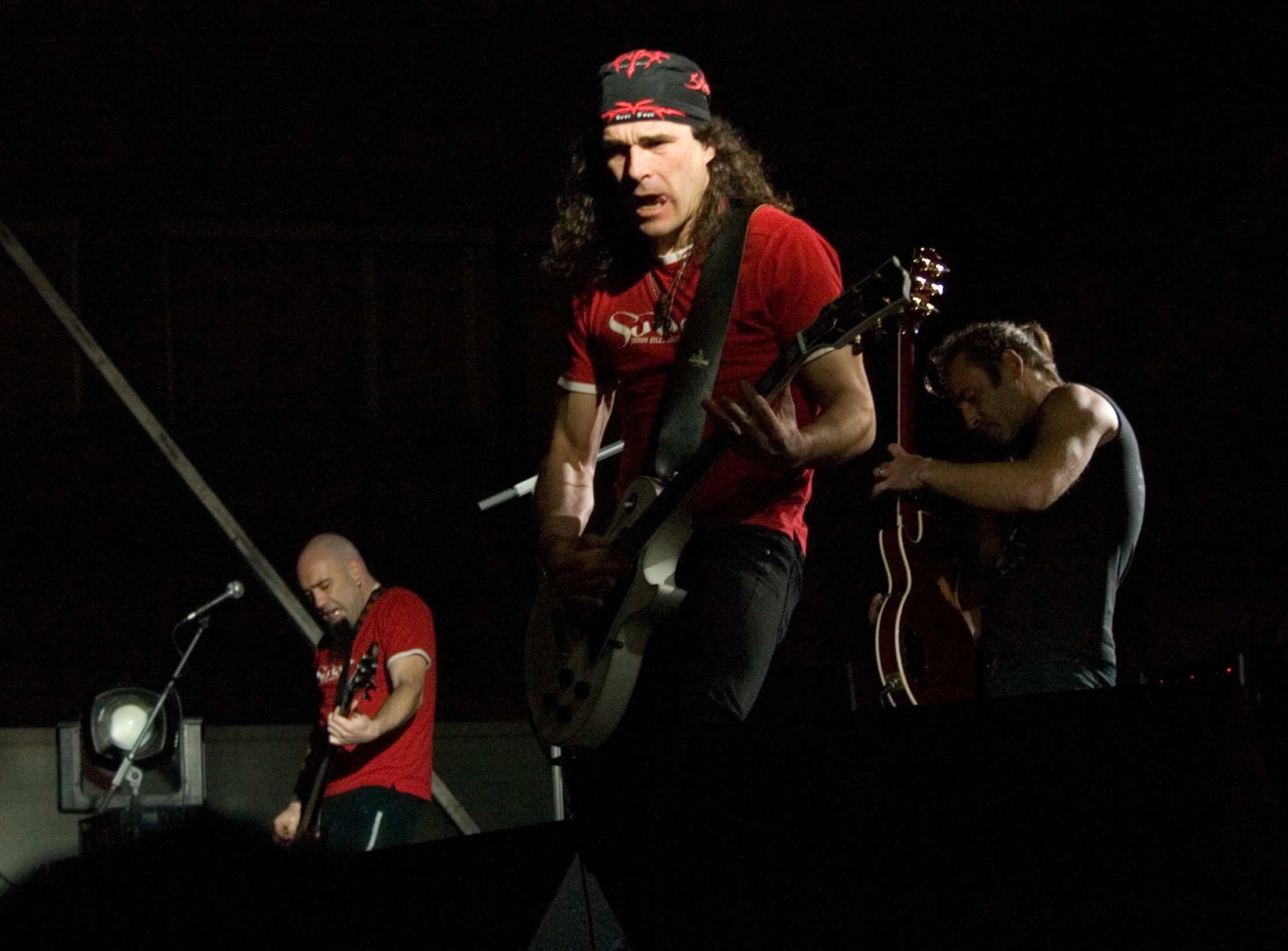
Su Ta Gar en su décimo aniversario.

En 1995, con todo el material preparado para grabar su nuevo disco, Borxa Arrillaga sufre un accidente que le deja en silla de ruedas, obligando al grupo a seguir adelante, esta vez con la participación de su hermano, Galder Arrillaga. El nuevo disco se llama Sentimenak Jarraituz (Siguiendo a los sentimientos), y es premiado en varios festivales. La voz de Aitor comienza a evolucionar en este punto a unos tonos más graves y roncos, cambio que se va desarrollando poco a poco hasta que queda claramente en evidencia en 1999.
Para el siguiente disco Su ta Gar cambió de nuevo de batería para dar entrada a Iban Zugarramurdi, con quien grabarían Agur Jauna Gizon Txuriari (Adiós Señor al hombre blanco). Este disco fue presentado con una serie de conciertos en Cuba. Con él, Su Ta Gar termina de transformar su heavy metal en un estilo mucho más potente y menos melódico, con ritmos de batería mucho más duros y una guitarra rítmica mucho más grave y repetitiva. Es quizás el trabajo que marca su segunda etapa, y el disco de referencia de su carrera tras el Jaiotze Basatia.
El siguiente disco que publicarían sería una nueva edición de su primera demo, que titulan Su ta Gar, 1987-89. En ella recogen 5 temas suyos y una versión de «The Hellion/Electric Eye» de Judas Priest.
Ya en 1999 editan su disco Homo_Sapiens?, considerado por algunos como uno de los mejores discos de la banda. En este disco se hace totalmente patente que la voz de Aitor Gorosabel ha cambiado más que significativamente. Su voz se nota mucho más agresiva y potente, sin poder alcanzar tonos tan agudos como en sus dos primeros álbumes.
Tras siete trabajos de estudio editan el disco en directo Jo ta Ke. En un doble CD incluyen canciones de todos sus discos anteriores y una canción añadida, que aunque editada anteriormente, no pertenece a la discografía de Su ta Gar. En este directo combinan las canciones clave de sus inicios y la etapa actual. También hacen una versión de «No somos nada» de La Polla Records, hasta la fecha su única grabación en castellano.
Para la gira y posterior grabación, Su ta Gar deciden cambiar nuevamente de batería para dar entrada de nuevo a Galder Arrillaga a las baquetas. Con esta formación editan su disco Itsasoz Beteriko Mugetan (En las fronteras llenas de mares) en 2003. Este disco supone el cambio más drástico hasta la fecha en la trayectoria de la banda. Abandonan prácticamente toda la actitud combativa de sus anteriores trabajos y se centran en unas letras más poéticas. Su música parece retornar al registro melódico de antaño, pero en vez de estar basado en un estilo clásico de heavy metal ochentero; adquiere matices del hard rock para convertirse en su obra más comercial.
En abril de 2006 fue editado su octavo disco, titulado Jainko hilen Uhartean. Supuso un regreso parcial al estilo que mantuvieron a finales de los noventa, caracterizado por letras más políticas, esta vez muy orientadas al análisis crítico de la sociedad contemporánea, y un sonido más crudo, sin llegar al estilo de riffs graves y repetitivos de Agur Jauna, y más centrado en el sonido de la guitarra solista.
Su ta Gar son, a día de hoy, considerados como un clásico dentro de la escena musical vasca y su influencia en los grupos más conocidos de Euskal Herria (tales como Etsaiak, Berri Txarrak, Elbereth Taldea o los desaparecidos Latzen, entre muchos otros) es muy amplia. 
Respecto a las acusaciones que se ha hecho el grupo de hacer apología de la violencia, Asier Osoro dijo en una entrevista realizada por Miguel Rivera: 

“Está claro que todo ocurre por ser vascos, si fuéramos de otra zona no pasaría, este tipo de críticas no pasa con ningún grupo internacional, hay bandas punk que han dicho muchas más barbaridades que nosotros, no hacemos apología de la violencia, pero aquí hay un conflicto político que ha traído mucho rencor y dolor a la gente, se tienen las heridas abiertas y algunas personas no soportan que en Euskadi haya grupos bandera que estemos bien asentados en el Estado Español, porque somos Soziedad Alkoholika, Berri Txarrak, Fermin Muguruza y nosotros los que estamos en el punto de mira, porque tenemos bastantes seguidores, tenemos un nombre que atrae un gran público. Si no fuéramos vascos esta persecución no se daría.”

El grupo ha sido denunciado en reiteradas ocasiones por simpatía con la banda terrorista ETA. En el disco recopilatorio Gaur Olerkiak Bihar Presoak Euskal Herrirat!, publicado en favor del acercamiento de los presos de ETA al País Vasco, el grupo participa con una canción cuya letra está compuesta por la etakide Carmen Guisasola.
El 10 de abril de 2008 Su Ta Gar anuncia en su página web que Asier Osoro, miembro fundador, dejaba el grupo. Durante el periodo de búsqueda de un nuevo bajista, el grupo continúa con Igor Oyarbide como bajista provisional realizando diversos conciertos, hasta que el 2 de octubre de 2009 la banda anuncia por medio de su página web que Igor Oyarbide daría su último concierto junto a la banda ocho días más tarde, el 10 de octubre en Basauri. Desde la página web de la banda se agradece a Igor la ayuda y la colaboración prestada a la banda durante la ausencia de año y medio de un bajista definitivo para el grupo. Su puesto es cubierto en primer lugar por David Zarzosa y posteriormente por Igor Díez.
En noviembre de 2013 sacaron a la venta el álbum Bizirik Gaude.
En 2016 sacaron el disco titulado Maitasunari Pasioa (Pasión al amor).
En 2017 sacaron a la venta un formato distinto titulado Antzokietan, grabado durante el concierto que ofrecieron en el Teatro Victoria Eugenia de San Sebastián.
En 2022 sacaron el que es el último disco hasta el momento, titulado Alarma. En 2023 compusieron "urratsak zubi" para el evento de "Herri hurrats" en favor de las ikastolas (escuelas vascas) en territorio vasco (pais basque) regido por la administración francesa.

## Miembros

### Formación actual
- Aitor Gorosabel: Voz, guitarra solista, teclados. (1988-presente)
- Xabi Bastida: guitarra rítmica. (1988-presente)
- Galder Arrillaga: batería. (1995-1997 / 2001-presente)
- Igor Díez: bajo y coros. (2011-presente)

### Miembros anteriores
- Borxa Arrillaga (1988-1995): batería y miembro fundador.
- Iban Zugarramurdi (1997-2001): batería.
- Asier Osoro (1988 - 2008): bajista y miembro fundador.
- Igor Oyarbide (2008 - 2009): bajista y coros (de manera temporal).
- David Zarzosa (2009 - 2011): bajista y coros.

## Discografía

### Álbumes
- Jaiotze Basatia (Zarata, 1991).
- Hortzak Estuturik (Esan Ozenki, 1992).
- Munstro Hilak (Esan Ozenki, 1993).
- Sentimenak Jarraituz (Esan Ozenki, 1996).
- Agur Jauna Gizon Txuriari (Esan Ozenki, 1997).
- Su ta Gar 1987-89 (Gaztelupeko Hotsak, 1999).
- Homo_Sapiens? (GOR, 1999).
- Jo Ta Ke (GOR, 2001). Doble CD en directo.
- Itsasoz Beteriko Mugetan (GOR, 2003).
- Jainko Hilen Uhartean (JOTAKE EKOIZPENAK, 2006)
- Ametsak Pilatzen (2011)
- Bizirik Gaude (2013)
- Maitasunari pasioa (2016)
- Su Ta Gar antzokietan (2017)
- Alarma (2022)

### Singles (en vinilo)
- David eta Goliath / Diruaren Esklabu (Zarata, 1991).
- Eguen Bat / Noiz Arte (Esan Ozenki, 1992).
- Suak Pizturik Dirau / Itxaropena (Esan Ozenki, 1992).
- Denak Itsuak Ote? / Basajaunaren Eremuan (Esan Ozenki, 1993).

### Vídeos
- Su ta Gar Zuzenean (1993). [VHS y DVD].
- Homo_Sapiens? Tour'00 (2000). [VHS y DVD].
- Une Iraunkorrak (2007). [DVD].
- 20 Urte - DURANGO 2008/12/26 (2009). [2CD + DVD].

### Participaciones en recopilatorios
- "Haika Mutil" en Txerokee, Mikel Laboaren Kantak (Elkar/IZ, 1990). Disco homenaje a Mikel Laboa.
- "Eromena" en Gaur Olerkiak Bihar Presoak Euskal Herrirat! (1998). Disco editado por la plataforma "Iparraldeko Presoen Sustengu Komiteen Koordinaketak".
- "Gaztea" en Gaztetxeak Martxan (2001). Editado por el gaztetxe de Vitoria.
- "The Sentinel" en "Tribute to Metal Gods" (2007). Disco español de tributos a Judas Priest, editado por "Zero Records".
- "Dioses del Terror" en "L'asturianu muévese" (1997). Versión de una canción propia (Beldurraren Jainkoak) en Asturiano.